# Wagener (manzana)
'Wagener' es una  variedad cultivar de manzano (Malus domestica). Fue descubierta sobre 1800 en la localidad de Penn Yan, Estado de Nueva York.

## Sinónimos
- de: Wagner Renette,
- „Wageners Preisapfel“,
- „Annweiler Schläfer“,
- „Basliesle“, „Eisenacher“,
- „Holländischer Bellefleur“,
- „Pfingstapfel“, „Sankt Wendeler“
- et „Weberapfel“.[4][5][6][7]

## Historia
En 1791, George Wheeler plantó semillas de manzana en su huerto de Penn Yan, Estado de Nueva York. 
Abraham Wagener, creador de la ciudad de Penn Yan, compró este huerto, descubrió que una de estas plántulas era interesante y propagó la variedad, principalmente en Virginia, bajo el nombre de'Wagener'.
En 1910, la variedad recibió el galardón de "Award of Merit" de la "Royal Horticultural Society" de Londres.

## Características
La 'Wagener' es una manzana de mediana a grande. Su piel delgada y brillante es roja con reflejos rosados. Su sabor es similar al de 'Northern Spy'.
Su carne blanca es jugosa, crujiente, fragante, dulce y ácida.
La manzana 'Wagener' se usa como manzana cocida para compotas, y para producción de sidra.

## Parentesco
- Descendientes :
  - 'Idared' = 'Jonathan' x 'Wagener'
  - 'Ontario' = 'Wagener' x 'Northern Spy'

## Polinización
Es una Variedad diploide con floración comprendida en el grupo B (mi-precoz). Su genotipo es s3s8;
La variedad es parcialmente autofértil, pero alcanzando la plena floración 6 días antes de 'Golden Delicious', es mejor polinizada por 'Red Jonathan', 'Alkmene', 'Akane', 'Egremont Russet', 'Fameuse', 'Cortland', 'Empire', 'Lord Lambourne' o 'Lobo'.

## Cultivo
El manzano 'Wagener' es un árbol vigoroso con hábito erguido (Tamaño de los árboles frutales-Tipo I). 
El árbol tiene un vigor de débil a medio. Es muy fértil, pero tiende a alternancia. 
Resiste la Sarna del manzano.
Resiste bien a las heladas a pesar de la floración temprana.
Las manzanas tienen una maduración tardía y pueden almacenarse hasta abril.
Su tipo de crecimiento es en espuela.